# 约努茨·拉杜
约努茨·安德烈·拉杜（羅馬尼亞語：Ionuț Andrei Radu，羅馬尼亞語發音：[joˈnut͡s anˈdrej ˈradu]；1997年5月28日—），羅馬尼亞足球運動員，司職守門員，現効力意甲球隊威尼斯。羅馬尼亞國家足球隊成員。

## 俱樂部生涯
约努茨·拉杜1997年5月28日生於羅馬尼亞首都布加勒斯特，2013年8月加盟國際米蘭青訓。
曾跟隨國際米蘭預備隊贏得2015年Torneo di Viareggio杯冠軍和15-16賽季預備隊意大利杯冠軍，並在2016年5月14日意甲聯賽對陣薩索羅的比賽中上演了球隊一線隊首秀。
羅馬尼亞門將安德烈·拉杜已官方新賽季租借至意乙球隊阿韋利諾，成為新賽季球隊的3個門將之一。
意甲球隊國際米蘭於2019年6月從熱那亞簽下拉杜，同時拉杜再次被租借給熱那亞一個賽季。
2020年，帕爾馬從國際米蘭租借拉杜至2020年6月30日。

## 外部連結
- 约努茨·拉杜在RomanianSoccer.ro和StatisticsFootball.com上的資料
- worldfootball.net：约努茨·拉杜之統計數據 （英文）
- 约努茨·拉杜－UEFA國際賽競賽紀錄